# Johann Gänsbacher
Johann Baptist Gänsbacher (ur. 8 maja 1778 w Sterzing, zm. 13 lipca 1844 w Wiedniu) – austriacki kompozytor.

## Życiorys
Studiował prawo i filozofię na Uniwersytecie w Innsbrucku. W 1796 roku zaciągnął się do wojska, brał udział w wojnach napoleońskich i dosłużył się stopnia pułkownika. Uczył się muzyki w Wiedniu u Georga Josepha Voglera (1803–1804) i Johanna Georga Albrechtsbergera (1806). W kolejnych latach przebywał w Lipsku, Pradze i Dreźnie, odbył też uzupełniające studia muzyczne w Darmstadcie u Giacomo Meyerbeera i Carla Marii von Webera, z którymi założył wspólnie Harmonischer Verein. W 1813 roku ponownie wstąpił do wojska. Od 1823 roku był kapelmistrzem katedry św. Szczepana w Wiedniu.
Tworzył w stylu klasycystycznym. Pisał msze, utwory orkiestrowe, pieśni, utwory fortepianowe. W swoich utworach wykorzystywał austriackie melodie ludowe. W rękopisie pozostała jego autobiografia Denkwürdigkeiten aus meinem Leben.